# Murakami (localitate)

Murakami (村上市 Murakami-shi?) este un municipiu din Japonia, prefectura Niigata.